# Wydział Filozofii i Nauk Społecznych Uniwersytetu Mikołaja Kopernika w Toruniu

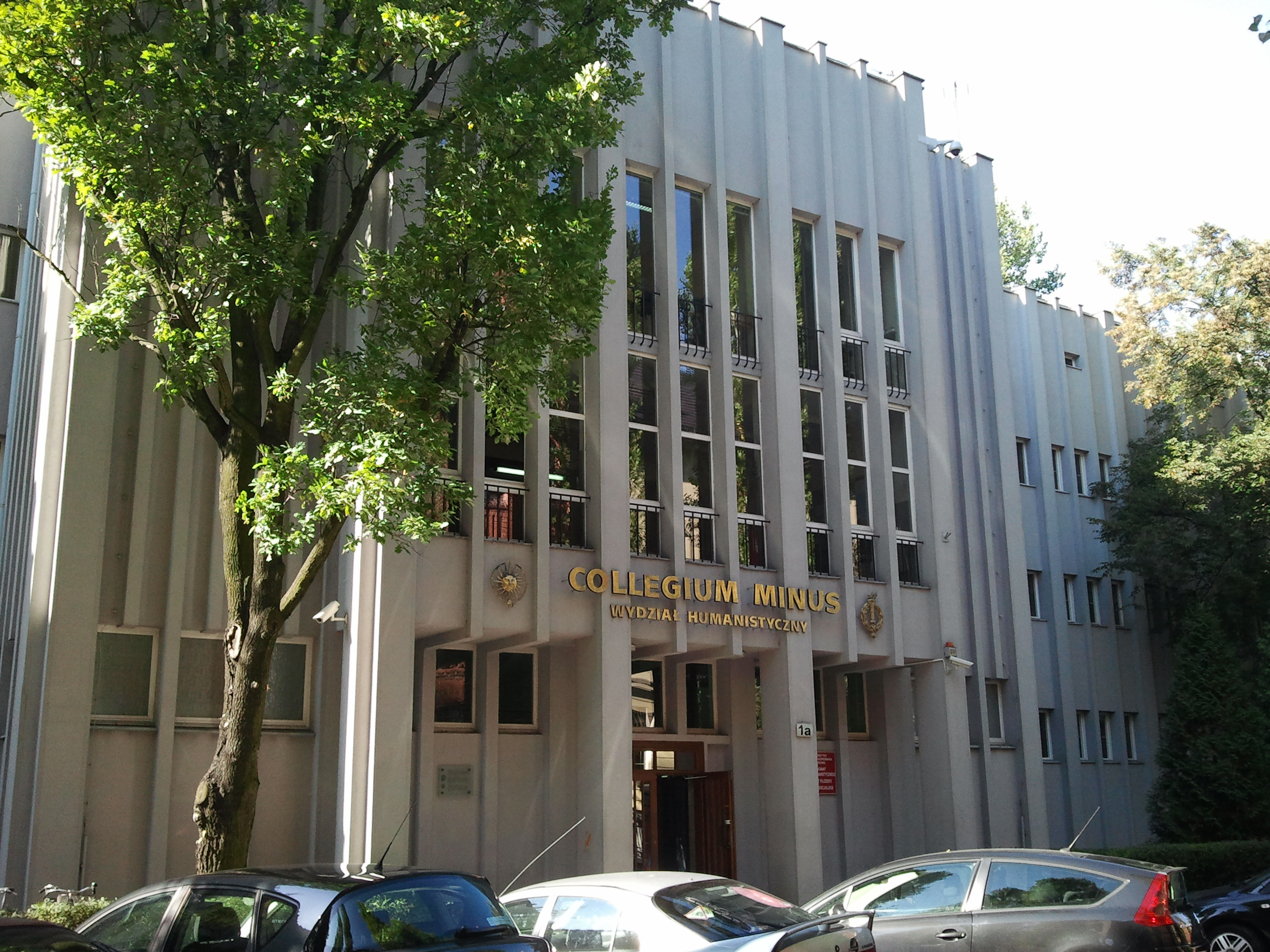
Collegium Minus widziane od strony ul. Fosa Staromiejska

Wydział Filozofii i Nauk Społecznych Uniwersytetu Mikołaja Kopernika w Toruniu – jeden z 16 wydziałów Uniwersytetu Mikołaja Kopernika w Toruniu, utworzony w 1945 jako Wydział Humanistyczny. Siedziba wydziału znajduje się przy ul. Fosa Staromiejska 1a, w budynku Collegium Minus.

## Historia
Wydział Humanistyczny powstał wraz z Uniwersytetem Mikołaja Kopernika. Organizatorem i pierwszym dziekanem był prof. dr hab. Konrad Górski. Rozpoczęcie wykładów na Wydziale w dniu 24 listopada 1945 roku inaugurowało jednocześnie działalność dydaktyczną całego Uniwersytetu.
Wydział przetrwał w zasadniczym kształcie do września 1993 roku, tzn. do czasu wydzielenia się środowiska historyków, którzy utworzyli Wydział Nauk Historycznych. Odejście historyków nie zakończyło procesu przemian organizacyjnych. 1 września 1999 roku nastąpił podział Wydziału Humanistycznego na Wydział Filologiczny i Wydział Humanistyczny. Ponadto, 1 września 2007 roku od Wydziału Humanistycznego odłączył się Instytut Pedagogiki z Katedrą Psychologii. Te dwie jednostki utworzyły Wydział Nauk Pedagogicznych.
W 2013 roku Wydział otrzymał od Ministerstwa Nauki i Szkolnictwa Wyższego najwyższą kategorię naukową A+.
Od 1 października 2019 roku, zarządzeniem Rektora UMK, Wydział funkcjonuje jako Wydział Filozofii i Nauk Społecznych Uniwersytetu Mikołaja Kopernika w Toruniu, wskutek połączenia z Wydziałem Nauk Pedagogicznych.

## Kierunki kształcenia

### Studia stacjonarne
- Architektura informacji
- Dziennikarstwo i komunikacja społeczna
- Filozofia
- Kognitywistyka
- Medioznawstwo
- Międzyobszarowe Indywidualne Studia Humanistyczno-Społeczne
- Psychologia (jednolite magisterskie)
- Socjologia
- Pedagogika
- Pedagogika medialna
- Pedagogika specjalna (jednolite magisterskie)
- Pedagogika przedszkolna i wczesnoszkolna (jednolite magisterskie)
- Praca socjalna
- Sport i wellness (z Wydziałem Nauk Biologicznych i Weterynarii oraz Wydziałem Nauk o Ziemi i Gospodarki Przestrzennej),
- Zarządzanie informacją i bibliologia

### Studia niestacjonarne
- Filozofia (I i II stopień)
- Kognitywistyka
- Pedagogika (I i II stopień)
- Praca socjalna
- Socjologia (I i II stopień)

### Studia doktoranckie
Interdyscyplinarna Szkoła Doktorska Nauk Społecznych kształci doktorantów w dziedzinie:
- nauk społecznych w dyscyplinach naukowych: 
  - Studia doktoranckie w zakresie nauk socjologicznych
  - Studia doktoranckie w zakresie nauki o komunikacji społecznej i mediach
  - Studia doktoranckie w zakresie pedagogiki
- nauk humanistycznych w dyscyplinie naukowej: 
  - Studia doktoranckie w zakresie filozofii

Szkoła Doktorska Nauk Humanistycznych, Teologicznych i Artystycznych kształci doktorantów w dziedzinie:
- nauk humanistycznych:
  - Studia doktoranckie w zakresie filozofii

### Studia podyplomowe
- w zakresie resocjalizacji i profilaktyki społecznej
- w zakresie socjoterapii w opiece i resocjalizacji
- w zakresie pedagogiki opiekuńczo-wychowawczej
- w zakresie diagnozy i terapii jąkania (Balbutologopedia)
- w zakresie oligofrenopedagogiki
- w zakresie logorytmiki z elementami arteterapii
- w zakresie neurologopedii
- w zakresie wczesnej interwencji i rehabilitacji pedagogicznej
- w zakresie wczesnej interwencji i rehabilitacji logopedycznej
- w zakresie rozwoju i wspomagania osób ze spektrum autyzmu
- w zakresie terapii integracji sensorycznej

## Struktura wydziału

### Instytut Badań Informacji i Komunikacji
Dyrektor: prof. dr hab. Marek Jeziński
- Katedra Badań Przestrzeni Informacyjnej
- Katedra Kognitywistyki
- Katedra Komunikacji, Mediów i Dziennikarstwa
- Katedra Mediów Drukowanych i Cyfrowych

### Instytut Filozofii
Dyrektor: prof. dr hab. Zbigniew Nerczuk
- Katedra Filozofii Praktycznej
- Katedra Filozofii Społecznej
- Katedra Historii Filozofii, Filozofii Systematycznej i Etyki
- Katedra Logiki

### Instytut Nauk Pedagogicznych
Dyrektor: dr hab. Violetta Kopińska
- Katedra Dydaktyki i Mediów
- Katedra Edukacji Wczesnej i Obywatelskiej
- Katedra Historii Nauk Pedagogicznych
- Katedra Pedagogiki Funkcjonalnej
- Katedra Pedagogiki Społecznej i Pracy Socjalnej
- Katedra Pedagogiki Szkolnej
- Katedra Rewalidacji, Resocjalizacji i Opieki Długoterminowej
- Katedra Teorii Wychowania

### Instytut Psychologii
Dyrektor: dr hab. Adam Tarnowski
- Katedra Psychologii Klinicznej i Neurposychologii
- Katedra Psychologii Poznawczej i Porównawczej
- Katedra Psychologii Społecznej i Środowiskowej

### Instytut Socjologii
Dyrektor: dr hab. Michał Wróblewski
- Katedra Badań Kultury
- Katedra Badania Jakości Życia i Socjologii Stosowanej
- Katedra Badań nad Nauką i Szkolnictwem Wyższym
- Katedra Ekologii Społecznej
- Katedra Socjologii Zmian Społecznych

## Władze
W kadencji 2024–2028:
| Stanowisko                                           | Imię i nazwisko                         |
| ---------------------------------------------------- | --------------------------------------- |
| Dziekan                                              | dr hab. Krzysztof Pietrowicz            |
| Prodziekan ds. studenckich                           | dr hab. Małgorzata Kowalska-Chrzanowska |
| Prodziekan ds. organizacyjnych i kształcenia         | dr Anna Kola                            |
| Prodziekan ds. badań naukowych i umiędzynarodowienia | dr Adrian Wójcik                        |

## Poczet dziekanów
Lista niepełna:
- prof. dr hab. Konrad Górski (1945–1947)
- prof. dr hab. Kazimierz Hartleb (1947–1948)
- prof. dr hab. Stanisław Gierszewski (1978–1981)
- dr hab. Witold Wróblewski (1981–1984)
- prof. dr hab. Włodzimierz Wincławski (1989–1993)
- prof. dr hab. Ryszard Borowicz (1995–2001)
- prof. dr hab. Witold Wojdyło (2001–2008)
- prof. dr hab. Andrzej Szahaj (2008–2016)
- dr hab. Radosław Sojak (2016–2024)
- dr hab. Krzysztof Pietrowicz (od 2024)